# یعقوب محمدی‌فر
یعقوب محمدی‌فر (زاده ۲۲ شهریور ۱۳۴۹، کنگاور؛ روستای دم‌بادام)، باستان‌شناس ایرانی، استاد دانشگاه و رئیس دانشگاه بوعلی سینا است. او پیش از انتصاب به عنوان ریاست دانشگاه بوعلی سینا، معاونت پشتیبانی این دانشگاه را عهده‌دار بوده‌است.

## ریاست دانشگاه بوعلی سینا
محمدی‌فر در آبان ۱۳۹۶ به عنوان رئیس دانشگاه بوعلی سینا منصوب شد.

### افت رتبه‌بندی دانشگاه
در دوران ریاست محمدی‌فر بر دانشگاه بوعلی سینا، رتبه این دانشگاه در رتبه‌بندی دانشگاه‌های ایران به‌صورت قابل توجهی افت کرد. دانشگاه بوعلی سینا در بین دانشگاه‌های جامع کشور در سال تحصیلی ۹۶–۹۷ رتبه ۸ را داشت که در  ۹۹–۱۴۰۰ به رتبه ۱۴ تنزل پیدا کرد.

## دیدگاه‌ها

### مخالفت با فعالیت‌های سیاسی در دانشگاه
او در زمان ریاست دانشگاه بوعلی سینا در اردیبهشت ۹۷ در نشستی با فعالان فرهنگی این دانشگاه اعلام کرد «بنده شخصاً موافق هیچ‌گونه فعالیت سیاسی در دانشگاه نیستم و نخواهم بود، چون معتقدم دانشگاه محل رشد و بالندگی دانشجویان است اما برطبق قوانین موجود اجازه فعالیت به تشکل‌ها داده شده‌است و از آن‌ها هم حمایت می‌شود، اما به هیچ گروه سیاسی اجازه نمی‌دهیم محیط دانشگاه را بهم بریزد؛ وظیفه ما سالم نگهداشتن محیط دانشگاه است.»

### دانشگاه هتلینگ نیست
او ۱۳ تیر ۱۳۹۷ در جمع خبرنگاران گفته بود که دانشگاه هتلینگ نیست و مسئولان دانشگاه‌ها توان اداره بخش‌های رفاهی و دانشجویی را ندارند و می‌باید بنابر قوانین مصوب سازمان امور دانشجویان وظایف محوله را در دانشگاه‌ها انجام دهد. انتشار این اظهارات باعث انتقادات دانشجویان در شبکه‌های اجتماعی شد اما این خبر تکذیب نشد. ۶ ماه بعد او در نشست با دانشجویان اظهار کرد این یک برداشت اشتباه خبرگزاری بوده‌است.

### فعالیت‌ها و اقدامات سیاسی
محمدی‌فر دوران سربازی را در نهاد ریاست جمهوری به صورت امریه سپری کرد، و در این دوران توانست با حلقه اطرافیان هاشمی رفسنجانی ارتباط برقرار کند، روایت است که او از افراد کادر امنیتی هاشمی رفسنجانی در دوران ریاست جمهوری او بوده است. او در سال ۱۳۹۶ش. یکی از افرادی بود که بیانیهٔ حمایتی ۱۸۰۰ عضو هیئت علمی دانشگاه‌ها از حسن روحانی را امضاء کرد (ردیف ۱۴۷۱). محمدی‌فر را می‌توان از نظر گرایش‌ها سیاسی در گروه محافظه‌کار قرار داد.
محمدی‌فر که عضو بسیج استادان دانشگاه بوعلی سینای همدان است، در حوزهٔ حجاب کار ایجابی را بر کار سطحی مقدم دانسته، و موضوع مورد غفلت در زمینه حجاب و عفاف را عدم توجه به حجاب مردان، و تمرکز بر حجاب زنان می‌داند. او در دیدار با کارمندان بسیجی دانشگاه بوعلی سینای همدان گفت: «شجره طیبه بسیج فرهنگ ارزشمندی است که همواره در طول عمر با برکت نظام مقدس جمهوری اسلامی درخشیده است.»

### حمایت از سپاه پاسداران
محمدی‌فر در سال ۱۳۹۸ به همراه چند تن از استادان دانشگاه بوعلی همدان به دیدار سردار مظاهر مجیدی فرمانده وقت سپاه انصارالحسین استان همدان رفت و حمایت همه‌جانبه خود را از سپاه پاسداران انقلاب اسلامی اعلام کرد.
پس از کشته شدن قاسم سلیمانی فرمانده سابق سپاه قدس، یعقوب محمدی‌فر پیام تسلیتی منتشر کرد و این ترور را عامل تنومندتر شدن جریان موسوم به محور مقاومت که آمریکا و متحدانش آن را محور شرارت می‌خوانند دانست: «بسم رب الشهداء و الصدیقین؛ شهادت سردار سرافراز سپاه اسلام «حاج قاسم سلیمانی» را به محضر حضرت ولی عصر روحی و ارواحنا فداه، رهبر معظم انقلاب اسلامی، فرمانده کل قوا، نیروهای مسلح، به‌ویژه سپاه پاسداران، مردم بزرگ ایران و خانواده بزرگوار ایشان تبریک و تسلیت عرض می‌نمایم. اقدام تروریستی و جنایتکارانه آمریکا در به شهادت رساندن این الگوی مجسم شجاعت و انسانیت هرچند ضایعه ای جبران ناپذیر است، اما تردیدی نداریم که این شهادت محور وحدت ملی در ایران خواهد شد و درخت مقاومت در منطقه را تنومندتر خواهد کرد. از خداوند متعال برای سردار عزیزمان، شهید سلیمانی علو درجات و همنشینی با سرور و سالار شهیدان حضرت اباعبدالله الحسین (ع) و برای خانواده معزز و بازماندگان او صبر و اجر مسالت دارم.»
محمدی‌فر در مورخ ۲۳ دی ماه ۱۳۹۸در یادواره شهدای عملیات کربلای ۵ که در زورخانه پوریای ولی دانشگاه بوعلی سینای همدان برگزار شد، گفت: «بنده مجدداً شهادت سردار سپهبد سلیمانی و اتفاقاتی که در طی روزهای اخیر داشتیم را تسلیت می‌گویم. شاید ده روز اخیر یک دهه بسیار سنگین برای همه ما بود. نقش سردار سلیمانی یک نقش فراملی، فرا اسلامی، بین‌المللی و نقش یک انسان آزاده بود که به ملت‌های منطقه نوع جدیدی از هویت را نشان داد…»
او در ادامه سخنانش حضور سپاه قدس و قاسم سلیمانی در سوریه را به حضور داعش گره زد و از سلیمانی تجلیل کرد. او در ادامه سخنرانی خود در زورخانه پوریای ولی همدان، با سانحه خواندن شلیک سپاه به پرواز P752 اکراین این امر را سانحه و توجیه‌پذیر خوانده و گفت: «امروز عده‌ای سانحه هوایی را دستاویز کرده‌اند و قصد بهره‌برداری از آن را دارند؛  عزیزان وقتی کشوری در حال جنگ است این مسائل توجیه پیدا می‌کند.» 
او در ادامه دوباره به دفاع از عملکرد  سپاه پرداخته و گفت: «سپاه ما همیشه برای ما و مردم ما بوده است؛ سپاه سال‌های سال از زمین، خاک و آسمان این کشور دلسوزانه حمایت کرده است.  به هر حال کارِ زیاد، خطاهایی را هم به همراه دارد. تمام خوبی‌های یک دوست را به حساب خطای او قضاوت نکنیم. باید سعه صدر داشته باشیم.»

#### صهیونیسم باستان‌شناسی سیاسی
یعقوب محمدی‌فر در یک خرداد ۱۳۹۹ با صدور پیامی که در پایگاه خبری دانشگاه بوعلی سینا منتشر شده است، روز جهانی قدس، روز قدرت‌نمایی مسلمانان جهان در مقابل استکبار جهانی و روز اتحاد و همدلی و وحدت جهان اسلام دانسته است؛ او پیام خود را با این آیه شروع کرده است: «وَ لَنْ یَجْعَلَ اللَّهُ لِلْکافِرینَ عَلَی الْمُؤْمِنینَ سَبیلاً (نساء: ۱۴۱) و خداوند تا ابد اجازه نداده است که کافران کمترین سلطه‌ای بر مؤمنان داشته باشند.»
او نام‌گذاری آخرین جمعهٔ ماه مبارک رمضان با عنوان روز جهانی قدس، را یکی از تدبیرهای مهم و جاودانه روح‌الله خمینی دانسته و این مناسبت را مقدس و آسمانی توصیف کرده که ریشه در تفکراتِ دوراندیشانه و آرمان‌گرایانهٔ روح‌الله خمینی دارد. وی در ادامه گفته: «این روز بزرگ تاریخی، نقشهٔ روشنِ مسیری است که سرانجام به اتحاد و انسجام صف‌های مسلمانان در برابر توطئه‌های دشمنان اسلام و خصوصاً رژیم مجعول صهیونیستی، منتهی خواهد شد.» وی در پایان این پیام بیانات علی خامنه‌ای رهبر جمهوری اسلامی را روشنگر خوانده و از تمام دانشجویان، استادان و کارمندان دانشگاه دعوت کرده در راهپیمایی روز قدس شرکت نمایند.
محمدی‌فر در گفتگویی با خبرگزاری ایلنا، مورخ ۱۳۹۸/۰۵/۱۲، در پاسخ سؤال خبرنگار، که پرسیده بود باستان‌شناسی سیاسی چیست؟ چنین گفت: «امروزه در دنیایی که تکنولوژی و دیجیتال‌سازی حرف اول و آخر را می‌زند، باستان‌شناسی نیز مستثنی نشده و باستان‌شناسی سیاسی نیز به یکی از موضوعات حال حاضر دنیا تبدل شده. در زیر کوه یخی که قله آن را می‌توانیم ببینیم، رگه‌های سیاسی و منافع ملی کشورها نهفته است. از منافعی که در ارائه اسامی جغرافیایی و جابه جایی آن جای گرفته تا ساخت هویت جدید در این حوزه قرار می‌گیرد. این مباحث در حیطه تاریخ، فرهنگ و باستان‌شناسی جای دارد.کشورهای مختلف از داده‌های باستان‌شناسی برای ساخت هویت بهره می‌جویند به‌طور مثال رژیم صهیونیستی سعی دارد با ایجاد بزرگ‌ترین دپارتمان‌ها در حوزه باستان‌شناسی و ارائه داده‌های این حوزه به خود مشروعیت بدهد.این درحالی است که ما در کشوری مانند ایران، به دلیل زیادی آثار تاریخی و فرهنگی، قدر این ثروت را نمی‌دانیم و به راحتی آن را تخریب می‌کنیم چراکه احساس نیاز نمی‌کنیم. حتی مدت‌هاست که بر سر نام خلیج فارس با چالش‌هایی در عرصه بین‌الملل روبه رو می‌شویم، اینجاست که باستان‌شناسی سیاسی مطرح می‌شود.»

## آثار و فعالیت‌های علمی
وی از آن دسته باستان شناسانی است که به تعاملات بین‌المللی معتقد است و مهم‌ترین پروژه ای که به صورت مشترک با همکاری دانشگاه‌های بوعلی سینا، ردینگ و یوسی ال (انگلستان) انجام شد، سرپرستی پروژه را بر عهده داشت. همچنین وی دارای حدود صد مقاله و پژوهشگر عرصه باستان‌شناسی که در ده‌ها محوطه مهم به عنوان عضو گروه کاوش و سرپرست به فعالیت پرداخته‌است. از جمله مهم‌ترین این محوطه‌ها می‌توان به تپه شیخی آباد، تپه هگمتانه، تپه پیسا، تپه بابا کمال، معبد آناهیتا کنگاور، بندیان درگز، تپه دهبزان اسدآباد، تپه جلوآسیاب سد تالوار، تپه سرگنداب سیمره، تپه سیرم شاه و چندین تپه باستانی دیگر، می‌توان اشاره داشت. علاوه بر این؛ از بدو تأسیس گروه باستان‌شناسی در دانشگاه بوعلی سینا، وی سرپرستی و هدایت ده‌ها پروژه بررسی و شناسایی باستان‌شناسی در استانهای همدان، کرمانشاه، ایلام، کردستان و زنجان را بر عهده داشت.

## کتابها
- باستان‌شناسی و هنر اشکانی، تهران: انتشارات سمت، ۱۳۸۷
- ترجمه کتاب نقوش برجسته الیمایی در دوران اشکانی، تهران: انتشارات سمت، ۱۳۸۶
- ترجمه کتاب هنر یادمانی ایران در دوره اشکانی، همدان: انتشارات دانشگاه بوعلی سینا، ۱۳۹۲

-تالیف باستان‌شناسی و هنر ساسانی، انتشارات شاپیگان ۱۳۹۴
Matthews, R. , Mohammadifar, Y. , Matthews, W. (Eds.) 2013. Central Zagros Archaeological Project, 2013. Volume 1: 2008 Excavations at Sheikh-e Abad and Jani. Oxford: Oxbow Books and British Institute for Persian Studies. ISBN 978-1-78297-223-5 | Published by: Oxbow Books | Series: CZAP Report | Volume: 1 | Year of Publication: 2013 | Language: English 224p, H297 x W210 (mm) b/w illus
- ترجمه کتاب :نقوش برجسته الیمایی در دوران اشکانی، انتشارات سمت۱۳۸۶
- ترجمه کتاب: افغانستان شاهراه جهان باستان، نشر دانشگاه بوعلی سینا ۱۳۹۷
- نقوش صخره ای استان همدان، نشر دانشگاه بوعلی سینا ۱۳۹۷